# Coupe de France de futsal 2024-2025
Navigation
2023-2024 2025-2026
La Coupe de France de futsal 2024-2025 est la trentième édition (31e d'après la FFF) de cette compétition à élimination directe mettant aux prises des clubs de futsal affiliés à la Fédération française de football, qui l'organise conjointement avec les ligues régionales. La compétition se déroule en France entre janvier et mai 2025 pour sa phase nationale.

## Organisation
Dès juillet 2024, la date de la finale est fixée au samedi 17 mai 2025. Les dates des tirages au sort des tours nationaux sont déterminées dès juillet 2024. en février 2025, le Bureau exécutif de la Ligue du Football Amateur valide le Salle Steredenn de Saint-Brieuc pour accueillir la finale de la Coupe Nationale Futsal.
| Tours                         | Dates                     | Équipes entrantes | Équipes participantes | Équipes qualifiées |
| Phase régionale               | Phase régionale           | Phase régionale   | Phase régionale       | Phase régionale    |
| ----------------------------- | ------------------------- | ----------------- | --------------------- | ------------------ |
| Qualifications régionales     | 9 septembre au 8 décembre | 547               | 547                   | 62                 |
| Finales régionales            | 9 décembre au 21 décembre | 19                | 81                    | 40                 |
| Phase nationale               |                           |                   |                       |                    |
| 1er tour fédéral              | 18 janvier                | -                 | 40                    | 20                 |
| Entrée des clubs de D1 Futsal |                           |                   |                       |                    |
| Seizièmes de finale           | 8 et 9 février            | 12                | 32                    | 16                 |
| Huitièmes de finale           | 1er mars                  | -                 | 16                    | 8                  |
| Quarts de finale              | 29 mars                   | -                 | 8                     | 4                  |
| Demi-finales                  | 26 avril                  | -                 | 4                     | 2                  |
| Finale                        | 17 mai                    | -                 | 2                     | 1                  |

## Phase finale

### 1ertour fédéral
Le tirage au sort a lieu le 18 décembre 2024 au siège de la FFF.
- Groupe A

| 18 janvier | Paris XIV FC (3) | 3 - 7 | Bethune Essars (2) |  |  |
|            |                  |       |                    |  |  |

| 18 janvier | FC Mons en Baroeul (3) | 5 - 6 | Ascali Hainaut Helesmes (2) |  |  |
|            |                        |       |                             |  |  |

| 18 janvier | FC de Prey (3) | 5 - 7 | AS Loos Lille Oliveaux (3) |  |  |
|            |                |       |                            |  |  |

| 18 janvier | Reims Métropole futsal (2) | 6 - 3 | Orléans Futsal (2) |  |  |
|            |                            |       |                    |  |  |

| 18 janvier | SA Mamertins (4) | 3 - 10 | Sportifs de Garges (3) |  |  |
|            |                  |        |                        |  |  |

- Groupe B

| 18 janvier | Pont Deule futsal (3) | 8 - 3 | Besançon Académie (3) |  |  |
|            |                       |       |                       |  |  |

| 18 janvier | AS Martel Caluire (3) | 2 - 3 | RC Strasbourg (2) |  |  |
|            |                       |       |                   |  |  |

| 18 janvier | Champigny FC (3) | 5 - 4 | Villeneuve SG futsal (3) |  |  |
|            |                  |       |                          |  |  |

| 18 janvier | SG Héricourt (3) | 2 - 6 | Elsass-Pfastatt (2) |  |  |
|            |                  |       |                     |  |  |

| 18 janvier | USB Longwy (4) | 5 - 2 a.p. | Coeur de Sambre (2) |  |  |
|            |                |            |                     |  |  |

- Groupe C

| 18 janvier | FC Vaulx-en-Velin (3) | 6 - 6 | Garges-Djibson (2) |  |  |
|            |                       |       |                    |  |  |
|            | Tirs au but 1 - 3     |       |                    |  |  |

| 18 janvier | FC Quint-Fonsegrives (3) | 4 - 0 | USJ Furiani (2) |  |  |
|            |                          |       |                 |  |  |

| 18 janvier | AS Saint-Priest (3) | 3 - 1 | Olympique lyonnais (2) |  |  |
|            |                     |       |                        |  |  |

| 18 janvier | Issole FC (3)     | 6 - 6 | Plaisance Pibrac (2) |  |  |
|            |                   |       |                      |  |  |
|            | Tirs au but 5 - 4 |       |                      |  |  |

- Groupe D

| 18 janvier | Chateaugiron Masia (3) | 3 - 0 | Nantes Doulon BF (3) |  |  |
|            |                        |       |                      |  |  |

| 18 janvier | FC Nord 17 (4) | 1 - 20 | TA Rennes (2) |  |  |
|            |                |        |               |  |  |

| 18 janvier | Plouzané ACF (3) | 4 - 5 | Ile d'Elle Chaille (3) |  |  |
|            |                  |       |                        |  |  |

| 18 janvier | Loudeac Hermine FC (3) | 1 - 11 | Diamant Futsal (2) |  |  |
|            |                        |        |                    |  |  |

| 18 janvier | ABP Saint-Médard (3) | 0 - 7 | Stade briochin (2) |  |  |
|            |                      |       |                    |  |  |

Légende :  (2) = D2 Futsal / (3) = Divisions régionales / (4) = Divisions départementales

### 16esde finale
Les 20 clubs qualifiés du 1er tour fédéral sont rejoints par les 12 clubs de D1 Futsal qui entrent à ce tour.
Le tirage au sort a lieu le 18 décembre 2024 au siège de la FFF.
- Groupe A

| 8 février | AS Avion (1) | 0 - 4 | Étoile lavalloise FC T (1) |  |  |
|           |              |       |                            |  |  |

| 8 février | USB Longwy (4) | 2 - 6 | Bethune Essars (2) |  |  |
|           |                |       |                    |  |  |

| 8 février | Chateaugiron Masia (3) | 1 - 10 | Hérouville Futsal (1) |  |  |
|           |                        |        |                       |  |  |

| 8 février | Stade briochin (2) | 6 - 3 | Nantes MF (1) |  |  |
|           |                    |       |               |  |  |

| 8 février | Ascali Hainaut Helesmes (2) | 3 - 4 a.p. | TA Rennes (2) |  |  |
|           |                             |            |               |  |  |

| 8 février | Sportifs de Garges (3) | 4 - 3 | Ile d'Elle Chaille (3) |  |  |
|           |                        |       |                        |  |  |

| 8 février | Champigny FC (3) | 9 - 3 | Garges-Djibson (2) |  |  |
|           |                  |       |                    |  |  |

| 8 février | Paris ACASA (1) | 1-2 | Kremlin-Bicêtre (1) |  |  |
|           |                 |     |                     |  |  |

- Groupe B

| 8 février | UJS Toulouse (1) | 7 - 4 | Reims Métropole futsal (2) |  |  |
|           |                  |       |                            |  |  |

| 8 février | Sporting Paris (1) | 6 - 0 | FC Quint-Fonsegrives (3) |  |  |
|           |                    |       |                          |  |  |

| 8 février | AS Loos Lille Oliveaux (3) | 4 - 9 | Pont Deule futsal (3) |  |  |
|           |                            |       |                       |  |  |

| 8 février | Issole FC (3) | 2 - 5 | Diamant Futsal (2) |  |  |
|           |               |       |                    |  |  |

| 8 février | Montpellier MF (1) | 4 - 2 | Elsass-Pfastatt (2) |  |  |
|           |                    |       |                     |  |  |

| 8 février | RC Strasbourg (2) | 0 - 4 | Kingersheim Futsal (1) |  |  |
|           |                   |       |                        |  |  |

| 9 février | AS Saint-Priest (3) | 4 - 1 | Toulon EF (1) |  |  |
|           |                     |       |               |  |  |

Légende :  (1) = D1 Futsal / (2) = D2 Futsal / (3) = Divisions régionales / (4) = Divisions départementales

### Huitièmes de finale
Le tirage au sort a lieu le 12 février 2025 au siège de la FFF.
| 1 mars | Nantes MF (1) | 4 - 1 | Hérouville Futsal (1) | Palais des Sports de Beaulieu |
| 16:00  |               |       |                       |                               |

| 1 mars | Champigny FC (3) | 6 - 2 | Kingersheim Futsal (1) | Gymnase Auguste Delaune |
| 16:00  |                  |       |                        |                         |

| 1 mars | Sporting Paris (1) | 5 - 2 | GOAL Futsal Club (1) | Salle de la Halle Carpentier |
| 16:00  |                    |       |                      |                              |

| 1 mars | Sportifs de Garges (3) | 1 - 7 | Étoile lavalloise FC T (1) | Gymnase Allende Néruda |
| 16:00  |                        |       |                            |                        |

| 1 mars | Kremlin-Bicêtre (1) | 4 - 2 a.p. | Bethune Essars (2) | Gymnase Ducasse |
| 16:00  |                     |            |                    |                 |

| 1 mars | AS Loos Lille Oliveaux (3) | 2 - 5 | AS Saint-Priest (3) | Salle Jardin des Sports |
| 16:00  |                            |       |                     |                         |

| 1 mars | Diamant Futsal (2) | 5 - 4 a.p. | Montpellier MF (1) | Gymnase du Lac |
| 17:00  |                    |            |                    |                |

| 1 mars | TA Rennes (2) | 2 - 5 | UJS Toulouse (1) | Gymnase Charles Géniaux |
| 20:00  |               |       |                  |                         |

Légende :  (1) = D1 Futsal / (2) = D2 Futsal / (3) = Divisions régionales

### Quarts de finale
Le tirage au sort des quarts de finale et des demi-finales a lieu le 5 mars 2025 au siège de la FFF.
| 29 mars | Champigny FC (3) | 3 - 7 | Kremlin-Bicêtre (1) | Gymnase Auguste Delaune |
| 16:00   |                  |       |                     |                         |

| 29 mars | Étoile lavalloise FC T (1) | 5 - 1 | UJS Toulouse (1) | Salle Mayenne |
| 16:00   |                            |       |                  |               |

| 29 mars | Diamant Futsal (2) | 2 - 5 | Sporting Paris (1) | Gymnase du Lac |
| 17:00   |                    |       |                    |                |

| 29 mars | AS Saint-Priest (3) | 3 - 6 | Nantes MF (1) | Gymnase Jacques Brel |
| 20:00   |                     |       |               |                      |

Légende :  (1) = D1 Futsal / (2) = D2 Futsal / (3) = Divisions régionales

### Demi-finales
Le tirage au sort des quarts de finale et des demi-finales a lieu le 5 mars 2025 au siège de la FFF.
| Division      | Clubs                                                                   |
| ------------- | ----------------------------------------------------------------------- |
| D1 Futsal (4) | - Étoile lavalloise FC T - Kremlin-Bicêtre - Nantes MF - Sporting Paris |

| 26 avril | Kremlin-Bicêtre | 1 - 2 | Sporting Paris | Gymnase Ducasse |
| 16:00    |                 |       |                |                 |

| 26 avril | Étoile lavalloise FC T | 6 - 2 | Nantes MF | Salle Mayenne |
| 16:00    |                        |       |           |               |

### Finale
| Division      | Clubs                                     |
| ------------- | ----------------------------------------- |
| D1 Futsal (2) | - Étoile lavalloise FC T - Sporting Paris |

| 17 mai | Sporting Paris | 1 - 2 | Étoile lavalloise FC T | Salle Steredenn, Saint-Brieuc |
| 20:30  |                |       |                        |                               |

## Synthèse

### Nombre d'équipes par division et par tour
| Divisions / Tour              | 1er tour fédéral | 16es de finale | 8es de finale | Quarts de finale | Demi-finales  | Finale        | Vainqueur     |
| ----------------------------- | ---------------- | -------------- | ------------- | ---------------- | ------------- | ------------- | ------------- |
| D1 Futsal (1)                 | -                | 12             | 9             | 5                | 4             | 2             | 1             |
| D2 Futsal (2)                 | 14               | 9              | 3             | 1                | Aucune équipe | Aucune équipe | Aucune équipe |
| Divisions régionales (3)      | 22               | 10             | 4             | 2                | Aucune équipe | Aucune équipe | Aucune équipe |
| Divisions départementales (4) | 4                | 1              | Aucune équipe | Aucune équipe    | Aucune équipe | Aucune équipe | Aucune équipe |
| Total                         | 40               | 32             | 16            | 8                | 4             | 2             | 1             |